# Русская жизнь (газета)
«Русская Жизнь» — ежедневная газета Российской империи.

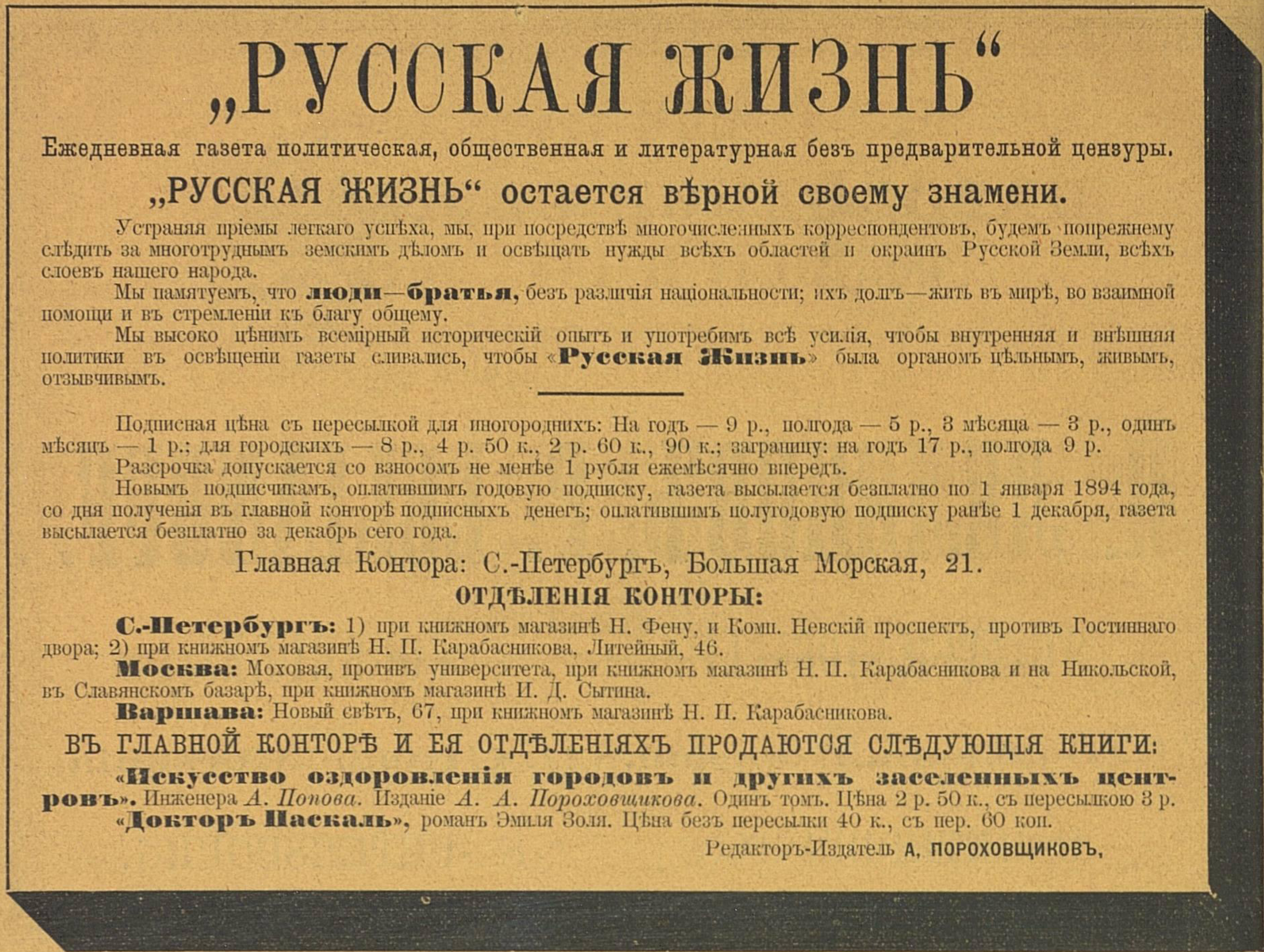
Реклама газеты, 1894 год.

«Русская Жизнь» преобразованная из газеты «Минута». Данное периодическое печатное издание выходило в городе Санкт-Петербурге без предварительной цензуры с 9 ноября 1890 года.
Издателем и редактором газеты «Русская Жизнь» был А. А. Пороховщиков. «Русская Жизнь» вынесла ряд цензурных взысканий: 1 предостережение, 5 воспрещений розничной продажи и 3 прекращения печатания частных объявлений.
В «Русской жизни» состоялся литературный дебют Николая Петровича Апешова. Среди сотрудников издания был, в частности, поэт А. Н. Будищев.
По определению четырёх министров, 20 января 1895 года выпуск газеты в России был запрещён.
В начале XX века в Санкт-Петербурге издавался одноимённый журнал.